# Ambition Mountain
Ambition Mountain är ett berg i Kanada.   Det ligger i provinsen British Columbia, i den västra delen av landet, 4 000 km väster om huvudstaden Ottawa. Toppen på Ambition Mountain är 2 297 meter över havet. Ambition Mountain ingår i Spectrum Range.
Terrängen runt Ambition Mountain är huvudsakligen bergig, men den allra närmaste omgivningen är kuperad. Trakten runt Ambition Mountain är nära nog obefolkad, med mindre än två invånare per kvadratkilometer.. Det finns inga samhällen i närheten. 
Trakten runt Ambition Mountain är permanent täckt av is och snö.